# آنانت وی جوشی
آنانت وی جوشی (انگلیسی: Anant V Joshi؛ زادهٔ ۲۶ اکتبر ۱۹۸۹) بازیگر هندی است که اولین بار با ایفای نقش اصلی در سریال ویرجین باسکار (۲۰۱۹–۲۰۲۰) که از پلت‌فرم ای‌ال‌تی بالاجی پخش گردید و نام سریال از نقشی که او بازی کرد انتخاب گردید، شناخته شد. او بعد از آن در سریال تلویزیونی این چشمان سیاه سیاه و فیلم‌های کاتال (۲۰۲۳) و شکست دوازدهم (۲۰۲۳) بازی کرد.

## فیلم‌شناسی
فیلم
| سال  | نام فیلم                            | نقش          | نکات         | مرجع. |
| ---- | ----------------------------------- | ------------ | ------------ | ----- |
| ۲۰۱۱ | اون ۵ روز (Woh 5 Din)               |              |              | [ ۳ ] |
| ۲۰۱۸ | این سینماست (Ye CineMaa Hai)        |              | آیفون فیلم   | [ ۴ ] |
| ۲۰۱۹ | مرا رام کو گایا (Mera Ram Kho Gaya) |              |              | [ ۵ ] |
| ۲۰۲۲ | کبالت آبی                           |              | نتفلیکس فیلم |       |
| ۲۰۲۳ | کاتال                               |              | نتفلیکس فیلم |       |
| ۲۰۲۳ | دوازدهمین شکست                      | پریتام پاندی |              |       |